# Full Circle (Ed Dix e Bob Brookmeyer)
Full Circle è un album di Bob Brookmeyer e del sassofonista Ed Dix, pubblicato nel 2002 dalla CJ Jazz Records.

## Tracce
1. Lemon Pie – 7:09 (Bob Brookmeyer)
2. Weaver of Dreams – 8:51 (Jack Elliott, Victor Young)
3. Waltzing for Floss – 7:52 (Bob Brookmeyer)
4. It's Me Again – 7:38 (Bob Brookmeyer)
5. Just Another Pretty Face – 9:13 (Bob Brookmeyer)
6. You're My Everything – 7:12 (Mort Dixon, Harry Williams, Joe Young)
7. Back to Back – 7:21 (Al Cohn)
8. I Remember You – 7:32 (Johnny Mercer, Victor Schertzinger)

## Formazione
- Bob Brookmeyer - trombone a pistoni
- Ed Dix - sassofono tenore
- Paul "Scooby" Smith - pianoforte
- Bob Bowman - contrabbasso
- Todd Strait - batteria